# Anna Claësson
Anna Olivia Claësson, född 9 december 1905 i Mariestad, död 17 september 1980 i samma stad, var en svensk konstnär.
Claësson var som konstnär autodidakt och bedrev självstudier under resor till Frankrike. Hennes konst består av blomsterstilleben och landskapsmålningar från Lappland och Norge utförda i akvarell.